# 2006年トリノオリンピックのラトビア選手団
2006年トリノオリンピックのラトビア選手団（2006ねんトリノオリンピックのラトビアせんしゅだん）は、2006年2月10日から2月26日までイタリアのトリノで開催された2006年トリノオリンピックのラトビア選手団、およびその競技結果。

## 概要
今大会は、銅メダル1個を獲得した。
リュージュ男子1人乗りで、マルティンス・ルベニスが冬季オリンピックラトビア初のメダルとなる銅メダルを獲得した。

## メダル
| メダル | 選手名                 | 競技       | 種目        |
| ------ | ---------------------- | ---------- | ----------- |
| 銅     | マルティンス・ルベニス | リュージュ | 男子1人乗り |